# Xalqlar Dostluğu (Metro Baku)

Xalqlar Dostluğu ist eine U-Bahn-Station in Baku auf der Roten Linie (Linie 1) der Metro Baku. Sie wurde am 28. April 1989 als eine der letzten beiden Stationen während der UdSSR-Zeit eröffnet.